# Pipunculus kurilensis
Pipunculus kurilensis är en tvåvingeart som beskrevs av Kuznetzov 1991. Pipunculus kurilensis ingår i släktet Pipunculus och familjen ögonflugor. Inga underarter finns listade i Catalogue of Life.